# Dinamo Riga
El Dinamo Riga (en letón: Rīgas Dinamo) es un club profesional de hockey sobre hielo con sede en Riga, Letonia. Es miembro de la División Bobrov de la Liga de Hockey Kontinental (KHL). Dinamo Riga es uno de los seis equipos de la KHL que no se encuentran en la Federación de Rusia. El club tiene un club afiliado HK Rīga, que juega en el MHL.
El club fue refundado el 7 de abril de 2008 como sucesor del histórico equipo de hockey «Dinamo Riga», que fue fundado en 1946 durante la era soviética pero dejó de existir en 1995. Desde su restablecimiento, el Dinamo Riga juega sus partidos como local en el Arēna Rīga, que puede acomodar la asistencia de 10 300 espectadores.

## Historia
El club fue refundado el 7 de abril de 2008 y entre los fundadores del club estaban Guntis Ulmanis, Kirovs Lipmans, Aigars Kalvītis, Juris Savickis, Viesturs Koziols y otros. Sin embargo, el 27 de mayo, el presidente de la Federación Letona de Hockey sobre Hielo, Kirovs Lipmans, salió del proyecto debido a un posible choque de intereses. Después de la primera temporada, Viesturs Koziols también abandonó el proyecto.

## Entrenadores
- Július Šupler, 22 de mayo de 2008 – 29 de marzo de 2011
- Pekka Rautakallio, 27 de abril de 2011 – 5 de noviembre de 2012
- Artis Ābols (interino), 5 de noviembre de 2012 – 30 de abril de 2013
- Artis Ābols, 30 de abril de 2013 – abril de 2015
- Kari Heikkilä, julio de 2015 - 7 de enero de 2016
- Normunds Sējējs, 7 de enero de 2016 - 29 de mayo de 2017
- Sandis Ozoliņš, 29 de mayo de 2017 - 28 de septiembre de 2017
- Ģirts Ankipāns(acting), 28 de septiembre de 2017 - presente